# Глибоке (Бердюзький район)
Глибо́ке (рос. Глубокое) — присілок у складі Бердюзького району Тюменської області, Росія.
Населення — 52 особи (2010, 122 у 2002).
Національний склад станом на 2002 рік:
- росіяни — 66 %
- казахи — 29 %